# Паль, Карл Яковлевич
Карл Яковлевич Паль (1845—1910) — русский промышленный и общественный деятель немецкого происхождения, потомственный почетный гражданин.
Купец 1-й гильдии, имел звание мануфактур-советника — почётное звание, дававшееся владельцам крупных промышленных предприятий и купцам Российской империи. Это звание соответствовало чину VIII класса. Получение такого звания давало купцам привилегии, близкие к дворянским.

## Биография
Родился 5 сентября 1845 года в Санкт-Петербурге в семье немца Якова Христиановича Паля, который одним из первых открыл в селе Смоленском промышленное производство. Семья жила здесь же, при фабрике. Обучался в училище Св. Анны.
Получив в наследство от отца небольшое красильное и ситцепечатное предприятие, Карл Паль значительно улучшил производство и преобразовал в крупное предприятие с числом работающих 2 тысячи человек. В 1897 году он учредил акционерное общество «Александро-Невской мануфактуры К.Я. Паль общество» с основным капиталом в 2 млн рублей для содержания и развития ткацкой, белильной, красильной и набивной фабрик.  Также был директором Триумфальной мануфактуры. После революции фабрике Карла Паля присвоили имя большевика В. П. Ногина, в 1990-х годах её переименовали в Александро-Невскую мануфактуру, в 2000-х годах её корпуса приспособили под технопарк. В честь К. Я. Паля был назван Палевский проспект. На рубеже XIX-XX веков на его фабрике велась активная революционная пропаганда, к которой был причастен в том числе известный рабочий-большевик И.В. Бабушкин.
Занимаясь общественной деятельностью, Карл Яковлевич Паль был одним из создателей и участников Петербургского общества заводчиков и фабрикантов; учредителем Петербургского общества фабрикантов для взаимного страхования рабочих и служащих от несчастных случаев; членом совета Императорского петроградского коммерческого училища; членом Совета по тарифным делам Департамента железнодорожных дел Министерства финансов. Также был попечителем Первой Смоленской земской школы.
Согласно материалам по статистике народного хозяйства Лужского уезда 1891 года, К. Я. Палю принадлежала мыза Наволок площадью 140 десятин, приобретенная в 1886 году за 20 500 рублей. В мызе были ягодный и фруктовый сады, парники, оранжерея и два грунтовых сарая для шпанских вишен.
Проживал в Санкт-Петербурге по Шлиссельбургскому тракту на 8-й версте, дом № 56.
Умер 24 февраля 1910 года.
Был награждён орденом Святого Владимира 3-й степени.